# 威爾森冰川
威爾森冰川（英語：Wilson Glacier）是南極洲的冰川，位於肯普地，全長17公里，最終在錫頓冰川以南注入愛德華八世冰架，在1956年由澳大利亞探險隊拍攝照片，現時由南極條約體系管理。